# Loïc Le Gal
Pour les articles homonymes, voir Le Gal.
Pas d'image ? Cliquez ici

a Compétitions nationales et continentales officielles uniquement.

Dernière mise à jour le 16 novembre 2024.
Loïc Le Gal, né le 20 janvier 1993, est un joueur français de rugby à XV, jouant au poste d'arrière.

## Biographie
Loïc Le Gal débute en Fédérale 1 au Stade dijonnais en mars 2012, contre Boulogne-Billancourt, il dispute cette saison 6 matchs, tous en tant que titulaire, aux postes d'arrière et d'ailier. Ensuite, il joue avec les espoirs du Racing Métro 92, il remporte le Championnat de France espoirs de rugby à XV en 2014, mais pour retrouver du temps de jeu, il signe en début de saison 2014-2015 au SC Albi entraîné par Ugo Mola. Il joue cette saison 5 matchs, dont 3 en tant que titulaire, et participe notamment à la demi-finale perdue contre le Stade montois. Mais la saison suivante, profitant d'une blessure du titulaire habituel, Mathieu Peluchon, il obtient plus de temps de jeu, et marque son premier essai lors du nul contre Béziers. Lors du match suivant, contre Aurillac, il se blesse à la demi-heure de jeu, et rate donc les matchs suivants.
Il est retenu par les Barbarians français pour participer à la première édition du Supersevens le 1er février 2020.